# Saint-Rémy-aux-Bois
Saint-Rémy-aux-Bois is een gemeente in het Franse departement Meurthe-et-Moselle (regio Grand Est) en telt 70 inwoners (2009). De plaats maakt deel uit van het arrondissement Lunéville.

## Geografie
De oppervlakte van Saint-Rémy-aux-Bois bedraagt 9,8 km², de bevolkingsdichtheid is dus 7,1 inwoners per km².
De onderstaande kaart toont de ligging van Saint-Rémy-aux-Bois met de belangrijkste infrastructuur en aangrenzende gemeenten.

## Demografie
Onderstaande figuur toont het verloop van het inwonertal (bron: INSEE-tellingen).